# Kogtved
Kogtved er en bydel tilhørende Svendborg på Sydfyn. Bebyggelsen udgør Svendborgs sydvestlige bydel og er beliggende ned mod Svendborgsund 3 km sydvest for Svendborgs centrum og 3 km øst for Rantzausminde. Bydelen tilhører Svendborg Kommune og er beliggende i Sankt Jørgens Sogn. Kogtved Søfartsskole fra 1943 var bydelens mest kendte institution.

## Historie
Kogtved nævnes første gang 1462 i formen Kobetwedh. Oprindeligt var det en by, som siden hen er sammenvokset med Svendborg.